# L'Affaire Kate Logan
Pour plus de détails, voir Fiche technique et Distribution.
L'Affaire Kate Logan (The Kate Logan Affair) est un film canadien en langue anglaise écrit et réalisé par Noël Mitrani, sorti en 2011, mettant en vedette Alexis Bledel. L'aspect peu conventionnel du dénouement de ce film divise la critique et le public.

## Synopsis
Benoît Gando (Laurent Lucas), agent d'assurance français, est marié et a une fille de onze ans. Il est en visite dans une petite ville canadienne pour un congrès, se fait interpeller à la sortie d'un magasin par Kate Logan (Alexis Bledel), une policière débutante. Selon ses informations, sa description correspond à celle d’un violeur en série recherché. Benoît confirme son identité à l’aide de son passeport. La policière le relâche en lui présentant ses excuses et ils se séparent. Kate s'angoisse, elle craint que Benoît se plaigne aux autorités policières de ce qu'elle lui a fait subir.
Le soir, Benoît est seul dans sa chambre de motel. Kate frappe à la porte. Il la fait entrer. Elle le supplie de ne pas se plaindre. Il lui assure que ce n'est pas son intention, puisqu'il lui a déjà pardonné son erreur. Elle devient entreprenante, il se laisse séduire et ils passent la nuit ensemble.
Lors de leur rencontre suivante dans la chambre du motel, Kate propose à Benoit de lui apprendre à tenir et à viser avec un pistolet pour s'amuser, puisqu'il n'en a jamais manié. Elle lui prête son pistolet de service.

## Fiche technique
- Titre originale : The Kate Logan Affair
- Titre francophone : L'Affaire Kate Logan
- Titre au Brésil : Traição perigosa
- Titre au Chili : Un Romance Peligroso
- Titre au Japon : ザ・バレット (The Bullet)
- Titre en espagnol : El Terrible Caso de Kate Logan
- Accroche : Seduction can be a deadly offense (La séduction peut être un délit mortel)
- Réalisation : Noël Mitrani
- Scénario : Noël Mitrani
- Musique : James Gelfand
- Photographie : Nathalie Moliavko-Visotzky
- Son : Dominique Chartrand
- Montage : Arthur Tarnowski
- Production : Ian Whitehead
- Société de production : Galafilm
- Société de distribution : Entertainment One, Paramount Pictures (Brésil)
- Pays d'origine :  Canada
- Langue originale : anglais
- Genre : drame, thriller
- Durée : 86 minutes
- Date de tournage : septembre et octobre 2009
- Lieux de tournage : Québec, Alberta et Paris
- Format : 35 mm, 2,35:1 (couleurs)
- Date de sortie : 5 août 2011 (Canada)
- Dates de sortie du DVD : 27 mars 2012 (États-Unis), 5 juin 2013 (Japon)

## Distribution
- Alexis Bledel (VQ : Geneviève Désilets) : Kate Logan
- Laurent Lucas (VQ : Lui-même) : Benoit Gando
- Noémie Godin-Vigneau (VQ : Elle-même) : Valérie Gando
- Serge Houde (VQ : Benoit Rousseau) : Sergent McBean
- Pierre-Luc Brillant : le témoin du motel
- Mike Paterson (VQ : Louis-Philippe Dandenault) : Officier Dawson, adjoint de McBean
- Ricky Mabe (pl) (VQ : Philippe Martin) : le réceptionniste du motel
- Alan Fawcett (VQ : Antoine Durand) : Capitaine Simons
- Cory Fantie (VQ : Claude Gagnon) : le pompiste
- Bruce Dinsmore : le président de la société d'assurances Belem
- Ludivine Reding : Juliette Gando
- Rebecca Croll : policière médico-légale
- Kate Drummond : officier de la gendarmerie royale du Canada enregistrant la déposition de Kate Logan
- Martin Thibaudeau : officier de la gendarmerie royale du Canada interrogeant Kate Logan
- Tarah Schwartz : journaliste télévisée
- Anie Pascale : Isabelle, collègue de Benoit Gando
- Keir Cutler : collègue de Kate Logan, soucieux de l'état des véhicules de service

## Accueil
La critique est très divisée sur ce film qui ressemble à un thriller mais qui n'en est pas un. Pour certains la trame est captivante et inattendue, vue comme un mélange entre Hitchcock et les frères Coen, pour d'autres l'enchaînement des actions est jugé peu crédible. En manipulant les clichés du cinéma hollywoodien et en brouillant les pistes, le réalisateur crée un malaise pour le spectateur qui se demande si ce qu'il voit est un parti pris ou une série de maladresses. Le dernier tiers du film multiplie les entorses aux règles classiques, laissant perplexe une partie du public.
Connue jusque-là pour son rôle d'adolescente candide dans la célèbre série télévisée Gilmore Girls, Alexis Bledel se risque avec le personnage de la policière Kate Logan à jouer une jeune femme trouble et désaxée, une rupture qui a dérangé ou enchanté une partie de son public.
Le critique Karl Filion juge sévèrement le film : « Les événements s'enchaînent et s'avèrent tous plus absurdes les uns que les autres : des policiers incompétents et cabotins au possible, un réceptionniste de motel qui fait une vilaine chute, le fameux truc de faire démarrer une voiture en touchant des fils, le chantage… Les personnages ne cessent de répéter que c'est complètement illogique de fuir la police… et ils ont bien raison. Sans toutes ces coïncidences et ces illogismes, The Kate Logan Affair n'aurait pas existé, parce que son récit n'aurait tout simplement pas eu lieu. »
En revanche, pour la critique Miryam Charles, « The Kate Logan Affair est un suspense efficace qui joue sur la manière dont des faits peuvent être perçus. Il y a, de l’intérieur, l’histoire de Kate et de Benoît qui se déroule devant nous et, de l’extérieur, tous les personnages secondaires (les policiers, la femme de Benoît) qui tentent de reconstituer ce qui s’est réellement passé. Dans ce film, Noël Mitrani s’amuse à brouiller les pistes. Même si cela fonctionne moins bien dans la dernière partie, l’atmosphère qu’il réussit à créer tient la route autant dans les lieux dépeints que dans l’interprétation des acteurs. »

## Analyse
En rupture avec ses parents et avec ses attaches, à la frontière de l’adolescence et de l’âge adulte, le personnage de Kate Logan est une jeune policière dont l’instabilité psychologique se révèle progressivement au spectateur. Son trait de caractère principal est sa peur maladive de déplaire et d’être jugée négativement par les autres. Et c’est en voulant masquer ses erreurs ou ses faiblesses qu’elle devient dangereuse. 

## Commentaire
Au moment du tournage (octobre 2009), Alexis Bledel avait à la fois l'âge et le physique pour interpréter cette policière. « Kate Logan est frappée d'une immaturité presque maladive, dit Mitrani. Elle est dans cette période de quelques mois entre adolescente et femme où l'on cherche qui on veut être. Alexis Bledel correspondait parfaitement à ce que je voulais représenter. Si nous tournions le film aujourd'hui, elle ne pourrait plus jouer ce rôle. »

## Distinctions
- Festival du nouveau cinéma de Montréal 2010
- Les Rendez-vous du cinéma québécois 2011
- Eastern Townships Film Festival 2011
- Flimmer Norrköping Filmfestival 2011